# Sándor Jászberényi
Sándor Jászberényi (ur. 8 października 1980 w Sopronie) – węgierski dziennikarz, korespondent wojenny, poeta, nowelista.

## Życiorys
W 2002 roku ukończył studia w zakresie nauczania języka węgierskiego na wydziale nauczycielskim Uniwersytetu im. Loránda Eötvösa w Budapeszcie. W 2004 roku uzyskał stopień magistra na wydziale węgierskim oraz został dyplomowanym dziennikarzem po ukończeniu kursu organizowanego przez gazetę „Népszabadság”. Dodatkowo uczęszczał na zajęcia organizowane przez wydział filozoficzny oraz arabistyczny, jednak nie ukończył żadnego z tych kierunków.
Systematycznie przygotowuje duże reportaże na tematy socjologiczne, ponadto jest jedynym węgierskim przedstawicielem dziennikarskiego nurtu gonzo. Od 2006 roku zajmuje się przede wszystkim sytuacją w Afryce oraz na Bliskim Wschodzie, zwłaszcza pod kątem zależności polityki oraz Islamu. Przeprowadził wywiady z przedstawicielami ruchów Egipski Dżihad oraz Bracia Muzułmańscy, uważanych na arenie międzynarodowej za organizacje terrorystyczne. Podróżował do Czadu w trakcie konfliktu w Darfurze, do Jemenu, Libanu, Nigerii, Strefy Gazy. Od 2007 z krótszymi lub dłuższymi przerwami mieszka w Aleksandrii. W 2005 roku otrzymał nagrodę Szabad Sajtó, w 2007 nagrodę Minőségi Újságírásért Díj, a w 2009 nagrodę Junior Prima.
Współpracował z takimi pismami, jak Népszabadság (od 2004) oraz Magyar Narancs Politikai Hetilap (od 2007). Od stycznia 2010 jest wolnym strzelcem.
Za zbiór opowiadań A lélek legszebb éjszakája. Történet álmatlanságról és őrületről otrzymał w 2017 roku literacką nagrodę Libri.

## Literatura
Od 2001 roku regularnie publikuje wiersze oraz nowele w ważniejszych węgierskich czasopismach literackich: „Élet és Irodalom”, „Jelenkor”, „Tiszatáj”, „Héviz”, „Holmi” i innych. Wraz z Tiborem Babiczkym, Lászlem Valuską, Andrásem Virágiem, Emese Fábián, Gáborem Kálmánem oraz Mártonem Simonem jest współtwórcą portalu könyves.blog.hu.

### Utwory
- Ikarosz repülni tanul, Eötvös Károly Megyei Könyvtár, Veszprém 2000 (z ilustracjami Andrása Győrfiego) ISBN 963-640-503-4.
- Jászberényi Sándor, Kempf Zita, Romhányi Tamás, 100 legszegényebb, Kurt Lewin Alapítvány, Budapeszt 2009.
- Budapest–Kairó – Egy haditudósító naplója, red. Bence Sárközi, Libri, Budapeszt 2013 ISBN 978-963-310-187-2.
- Az ördög egy fekete kutya és más történetek, red. Sándor Mészáros, Pesti Kalligram, Budapeszt 2013 ISBN 978-80-8101-768-1.
- A lélek legszebb éjszakája. Történet álmatlanságról és őrületről, Kalligram, Budapeszt 2016 ISBN 978-615-5603-86-0.

### Czasopisma
- Valami a Szakmáról, „2000 Irodalmi És Társadálmi Havilap”, red. Endre Bojtár, 2010 [nowela].
- Hogy ne győzzünk, „Holmi”, red. Pál Závada, 2010 [nowela].
- Újra otthon, „2000 Irodalmi És Társadálmi Havilap”, red. Endre Bojtár, styczeń 2009 [nowela].
- A Blake-szabály, „Élet És Irodalom”, red. Krisztián Grecsó, 2010 (54), nr 2 [nowela].
- Regisztráció, „Tiszatáj Irodalmi Folyóirat”, red. Róbert Hász, (63), nr 11 [nowela].
- Hullámok, „Magyar Lettre Internationale”, red. Éva Karádi, 2009, nr 73 [nowela].
- A sivatagban reggel hideg van, „Élet És Irodalom”, red. Péter Dérczy, 2009 (53), nr 14 [nowela].
- Posztmodern, „Élet És Irodalom”, red. Péter Dérczy, 2008 (52), nr 42 [nowela].
- A mező, „Élet És Irodalom”, red. Péter Dérczy, 2008 (52), nr 30 [nowela].
- Az ebéd, „2000 Irodalmi És Társadálmi Havilap”, red. Endre Bojtár, 2008 [nowela].
- Péntek, „Élet És Irodalom”, red. István Csuhai, 2008 (52), nr 4 [wiersz].
- Minden rendben, „Élet És Irodalom”, red. István Csuhai, 2007 (51), nr 12 [wiersz].
- Huzat, „Élet És Irodalom”, red. István Csuhai, 2006 (50), nr 15 [wiersz].
- A kihagyott dolgok, „Élet És Irodalom”, red. István Csuhai, 2006 (50), nr 15 [wiersz].
- Éjjeli ügyelet, „Élet És Irodalom”, red. István Csuhai, 2005 (49), nr 34 [wiersz].
- Hogyan tovább, „Élet És Irodalom”, red. István Csuhai, 2004 (48), nr 35 [wiersz].
- Egy elmeotthon meghitt percei, „Élet És Irodalom”, red. István Csuhai, 2004 (48), nr 34 [wiersz].
- Kettesben az állattal, „Élet És Irodalom”, red. István Csuhai, 2004 (48), nr 4 [wiersz].
- A. E. hirtelen felébred, „Élet És Irodalom”, red. István Csuhai, 2003 (47), nr 25 [wiersz].
- Art Noir, „Élet És Irodalom”, red. István Csuhai, 2003 (47), nr 24 [wiersz].
- Az én életem, Litera.hu, red. Gabriella Györe https://archive.ph/20130702054310/http://www.litera.hu/netnaplo/az-en-eletem [proza – dziennik internetowy Litera].
- Vidéken, Litera.hu, red. Gabriella Györe, https://archive.ph/20130702060428/http://www.litera.hu/netnaplo/videken [proza – dziennik internetowy Litera].
- No Signal, Litera.hu, red. Gabriella Györe, https://archive.ph/20130702055935/http://www.litera.hu/netnaplo/no-signal [proza – dziennik internetowy Litera].
- Fever, Litera.hu, red. Gabriella Györe, https://archive.ph/20130702080424/http://www.litera.hu/netnaplo/fever [proza – dziennik internetowy Litera].
- Halottak napja, Litera.hu, red. Gabriella Györe, https://archive.ph/20130702060229/http://www.litera.hu/netnaplo/halottak-napja-0 [proza – dziennik internetowy Litera].
- A világ legkedvesebb embere, Litera.hu, red. Gabriella Györe, https://archive.ph/20130702063617/http://www.litera.hu/netnaplo/a-vilag-legkedvesebb-embere [proza – dziennik internetowy Litera].
- „Csak az a férfi, aki ölt már férfit”. Csádi riport, „Mozgó Világ Folyóirat”, red. Julianna P. Szűcs [proza].
- Nagymosás, „Mozgó Világ Folyóirat”, red. Julianna P. Szűcs, 2008 (31), nr 2 [wiersz].
- Balra el, „Mozgó Világ Folyóirat”, red. Julianna P. Szűcs, 2007 (33), nr 11 [wiersz].
- Kilégzés, „Mozgó Világ Folyóirat”, red. Julianna P. Szűcs, 2007 (33), nr 11 [wiersz].
- Óda, „Mozgó Világ Folyóirat”, red. Julianna P. Szűcs, 2007 (33), nr 6 [wiersz].
- Tükör, „Mozgó Világ Folyóirat”, red. Julianna P. Szűcs, 2007 (33), nr 6 [wiersz].
- A kezdet, „Mozgó Világ Folyóirat”, red. Julianna P. Szűcs, 2007 (33), nr 4 [wiersz].
- A dohányosok korábban halnak, „Mozgó Világ Folyóirat”, red. Julianna P. Szűcs, 2006 (32), nr 10 [wiersz].
- On, „Mozgó Világ Folyóirat”, red. Julianna P. Szűcs, 2006 (32), nr 10 [wiersz].
- Lefekvés közben, „Mozgó Világ Folyóirat”, red. Julianna P. Szűcs, 2006 (32), nr 10 [wiersz].
- Külső kontroll, „Mozgó Világ Folyóirat”, red. Julianna P. Szűcs, 2006 (32), nr 7 [wiersz].
- Ha kérdezik, „Mozgó Világ Folyóirat”, red. Julianna P. Szűcs, 2006 (32), nr 7 [wiersz].
- Olcsó vagy, „Mozgó Világ Folyóirat”, red. Julianna P. Szűcs, 2006 (32), nr 6 [wiersz].
- Csúcsidő, „Mozgó Világ Folyóirat”, red. Julianna P. Szűcs, 2006 (32), nr 6 [wiersz].
- Törődj magaddal, „Mozgó Világ Folyóirat”, red. Julianna P. Szűcs, 2006 (32), nr 4 [wiersz].
- Szezonkezdés, „Mozgó Világ Folyóirat”, red. Julianna P. Szűcs, 2006 (32), nr 4 [wiersz].
- Ott leszek veled, „Jelenkor Irodalmi És Művészeti Folyóirat”, red. József Keresztesi, 2005 (48), nr 4 [wiersz].
- Metrón, haza, „Jelenkor Irodalmi És Művészeti Folyóirat”, red. József Keresztesi, 2005 (48), nr 4 [wiersz].
- Marlboro country, „Jelenkor Irodalmi És Művészeti Folyóirat”, red. József Keresztesi, 2006 (49), nr 4 [wiersz].
- Ne félj, „Jelenkor Irodalmi És Művészeti Folyóirat”, red. József Keresztesi, 2006 (49), nr 4 [wiersz].
- Bábjáték, „Várhely Irodalmi Havilap”, red. László Sass, 1999, nr 2 [wiersz].
- Dulcinea, „Várhely Irodalmi Havilap”, red. László Sass, 2000, nr 1 [wiersz].
- A. E. levele B. B. kisasszonyhoz Svájcba, „Csütörtök Délután – Az ELTE-BKT Hök Irodalmi Lapja”, red. Tamás Péter Szabó, 2002, nr 1–2 [wiersz].
- Ha majd meghívjuk magunkhoz egymást, „Csütörtök Délután – Az ELTE-BKT Hök Irodalmi Lapja”, red. Tamás Péter Szabó, 2002, nr 1–2 [wiersz].
- Parnasszus buli, „Csütörtök Délután – Az ELTE-BKT Hök Irodalmi Lapja”, red. Tamás Péter Szabó, 2001, nr 2 [wiersz].
- A költő, „Csütörtök Délután – Az ELTE-BKT Hök Irodalmi Lapja”, red. Tamás Péter Szabó, 2001, nr 2 [wiersz].
- Az óda végén, „Csütörtök Délután – Az ELTE-BKT Hök Irodalmi Lapja”, red. Tamás Péter Szabó, 2001, nr 2 [wiersz].
- One night stand, „Csütörtök Délután – Az ELTE-BKT Hök Irodalmi Lapja”, red. Tamás Péter Szabó, 2002, nr 1-2 [wiersz].
- Kégli dal, „Csütörtök Délután – Az ELTE-BKT Hök Irodalmi Lapja”, red. Tamás Péter Szabó, 2002, nr 3–4 [wiersz].
- Ballada Orsolya párkapcsolat-romboló hatásáról, „Csütörtök Délután – Az ELTE-BKT Hök Irodalmi Lapja”, red. Tamás Péter Szabó, 2002, nr 3–4 [wiersz].
- Az óda vége, „Csütörtök Délután – Az ELTE-BKT Hök Irodalmi Lapja”, red. Tamás Péter Szabó, 2002, nr 3–4 [wiersz].
- Két vers egy délután, „Csütörtök Délután – Az ELTE-BKT Hök Irodalmi Lapja”, red. Tamás Péter Szabó, 2001, nr 3 [wiersz].
- Egy figyelmeztetés lábjegyzete, „Csütörtök Délután – Az ELTE-BKT Hök Irodalmi Lapja”, red. Tamás Péter Szabó, 2001, nr 3 [wiersz].
- A Cosmo éneke, „Csütörtök Délután – Az ELTE-BKT Hök Irodalmi Lapja”, red. Tamás Péter Szabó, 2001, nr. 3 [wiersz].
- Kégli dal, „Magyar Napló – A Magyar Írószövetség Lapja”, red. János Oláh, 2003 [wiersz].

### Antologie
- Szép versek 2008, red. János Háy, Magvető, Budapest 2008 [wiersz].
- Mátyás ponyva, red. Lajos Jánossy, Gabriella Nagy, Alatinus–Litera 2009 [proza].
- Mátyás, a király, red. Márton Hegedüs, film.hu–Hungarofest 2009 [proza].
- Szép versek 2009, red. Dóra Péczely, Magvető, Budapest 2009 [wiersz].
- Körkép 2010, red. Bence Sárközi, Magvető, Budapest 2010 [proza].

### Przekłady

#### Angielski
- The Devil is a Black Dog: Stories from the Middle East and Beyond, tłum. M. Henderson Ellis, New Europe Books, Williamstown 2013.
- The Most Beautiful Night of the Soul: More Stories from the Middle East and Beyond, tłum. Paul Olchváry, New Europe Books, Williamstown, 2018.

#### Francuski
- La fièvre et autres nouvelles, tłum. Joëlle Dufeuilly, Mirobole Éditions [premiera: 7 marca 2019].

## Nagrody i wyróżnienia
- 2005: Nagroda Szabad Sajtó
- 2007: Minőségi Újságírásért Díj
- 2009: Nagroda Junior Prima
- 2017: Literacka Nagroda Libri